# Bahnbetriebswerk Rostock Seehafen

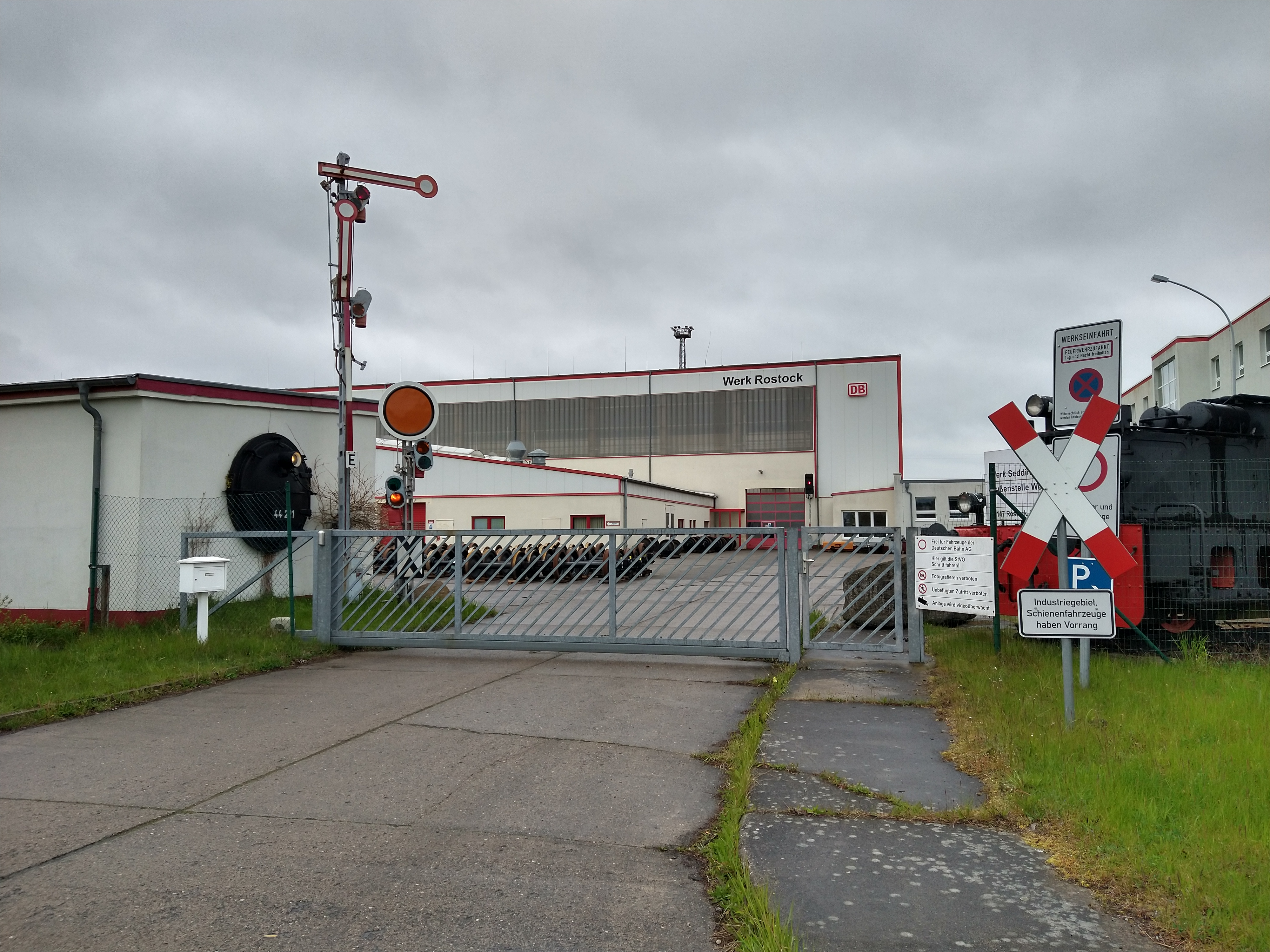
Zufahrt zum Betriebshof (2023)

Das Bahnbetriebswerk Rostock Seehafen (kurz Bw Rostock Seehafen), seit 1997 als Betriebshof Rostock Seehafen (kurz Bh Rostock Seehafen) mit der bahninternen Abkürzung WRS bezeichnet, wird von der DB Cargo AG mit etwa 70 Mitarbeitern betrieben und dient als Außenstelle des Bw Seddin der Instandhaltung von Diesel- und Elektrolokomotiven sowie Güterwagen. Es wurde zwischen 1964 und 1966 auf der Westseite des Rangierbahnhofs an der Bahnstrecke Rostock–Rostock Seehafen Nord von der Reichsbahndirektion Schwerin gebaut und war ursprünglich für die Wartung von Rangierdiesellokomotiven bestimmt. Aus diesem Grund trug es auch den Namen „Diesel-Bw“.

## Geschichte
Das erste neu erbaute Bahnbetriebswerk für Diesellokomotiven bei der Deutschen Reichsbahn erhielt beim Bau eine 72 Meter lange zweigleisige Reparaturhalle mit Laufkran und Vierspindelachssenke sowie eine Lokbehandlungsanlage mit Tankstelle, Besandungsanlage, Lokuntersuchungsgruben und Wasserentnahmestelle. Ferner wurde auf dem Gelände ein dreigeschossiges Sozialgebäude mit Kantine, Lokleitung, Umkleide- und Büroräumen errichtet.
Die moderne Ausstattung machte es von Beginn an möglich, dass neben der Instandhaltung der im Bw beheimateten Rangierdieselloks auch Streckenlokomotiven repariert werden konnten.
Nach der Eröffnung am 30. Juni 1966 waren zunächst Lokomotiven der Baureihe V 1520, V 36 und V 6010 dort stationiert. Zwei Jahre später kam als Ersatz für die V 36 die Baureihe V 6012 hinzu. Mitte der 1970er Jahre folgten Lokomotiven der Baureihen 1021 und 105 bzw. 1062–9. Ab 1982 verfügte das Bw zudem über die Baureihe 111.
Nach der Wiedervereinigung verlor das Bw rasch an Bedeutung und wurde zum 1. Februar 1994 als Einsatzstelle dem Betriebshof Rostock zugeteilt. 1997 wandelte die Deutsche Bahn AG die Einsatzstelle wieder in einen eigenständigen Betriebshof um und übergab die Zuständigkeit am 1. Januar 1999 an die DB Cargo AG. Diese modernisierte und erweiterte den Betriebshof anschließend und nutzt die Anlagen seither für die Wartung und Instandhaltung von Schienenfahrzeugen.